# Matija Ljubek
Matija Ljubek (Belišće, 22 november 1953 Valpovo, 11 oktober, 2000) was een Joegoslavisch kanovaarder.
Ljubek won tijdens de Olympische Zomerspelen 1976 de gouden medaille in de C-1 1000 meter en de bronzen medaille op de 500 meter. Acht jaar later won Ljubek samen met Mirko Nišović de gouden medaille op de 500 meter en de zilveren medaille op de 1000 meter. Ljubek werd viermaal wereldkampioen.

## Belangrijkste resultaten

### Olympische Zomerspelen
| Editie | Plaats      | Resultaten                            |
| ------ | ----------- | ------------------------------------- |
| 1976   | Montreal    | C-1 1000m C-1 500m                    |
| 1980   | Moskou      | 4e C-2 1000m 8e C-1 1000m 9e C-1 500m |
| 1984   | Los Angeles | C-2 500m C-2 1000m                    |
| 1988   | Seoel       | HF C-2 1000m                          |

### Wereldkampioenschappen vlakwater
| Jaar | Plaats     | Resultaten              |
| ---- | ---------- | ----------------------- |
| 1975 | Belgrado   | C-1 10.000m             |
| 1978 | Belgrado   | C-1 1000m · C-1 10.000m |
| 1981 | Nottingham | C-2 10.000m             |
| 1982 | Belgrado   | C-2 500m · C-2 1000m    |
| 1983 | Tampere    | C-2 500m · C-2 1000m    |
| 1985 | Mechelen   | C-2 10.000m · C-2 1000m |

1936: Francis Amyot ·
1948: Josef Holeček ·
1952: Josef Holeček ·
1956: Leon Rotman ·
1960: János Parti ·
1964: Jürgen Eschert ·
1968: Tibor Tatai ·
1972: Ivan Patzaichin ·
1976: Matija Ljubek ·
1980: Ljoebomir Ljoebenov ·
1984: Ulrich Eicke ·
1988: Ivans Klementjevs ·
1992: Nikolai Boechalov ·
1996: Martin Doktor ·
2000: Andreas Dittmer ·
2004: David Cal ·
2008: Attila Vajda ·
2012: Sebastian Brendel ·
2016: Sebastian Brendel ·
2020: Isaquias Queiroz ·
2024: Martin Fuksa
1976: Sergej Petrenko & Aleksandr Vinogradov ·
1980: László Foltán & István Vaskuti ·
1984: Matija Ljubek & Mirko Nišović ·
1988: Nicolae Juravschi & Viktor Reneiski ·
1992: Dmitri Dovgalenok & Aleksandr Maseikov ·
1996: Csaba Horváth & György Kolonics ·
2000: Ferenc Novák & Imre Pulai ·
2004: Meng Guanliang & Yang Wenjun ·
2008: Meng Guanliang & Yang Wenjun ·
2024: Liu Hao & Ji Bowen